# Diócesis de Locri-Gerace
La diócesis de Locri-Gerace (en latín: Dioecesis Locrensis-Hieracensis y en italiano: Diocesi di Locri-Gerace) es una circunscripción eclesiástica de la Iglesia católica en Italia. Se trata de una diócesis latina, sufragánea de la arquidiócesis de Regio de Calabria-Bova. Desde el 5 de mayo de 2014 su obispo es Francesco Oliva. Los obispos de Locri-Gerace llevan además el título de abades comendatarios de Santa Maria di Polsi.

## Territorio y organización

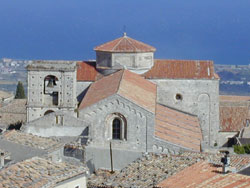
Concatedral de Santa María Asunta, en Gerace

La diócesis tiene 1248 km² y extiende su jurisdicción sobre los fieles católicos de rito latino residentes en 39 comunas de la ciudad metropolitana de Regio de Calabria en la región de Calabria: Africo, Agnana Calabra, Antonimina, Ardore, Benestare, Bianco, Bivongi, Bovalino, Bruzzano Zeffirio, Camini, Canolo, Caraffa del Bianco, Careri, Casignana, Caulonia, Ciminà, Ferruzzano, Gerace, Gioiosa Ionica, Grotteria, Locri, Mammola, Marina di Gioiosa Ionica, Martone, Monasterace, Pazzano, Placanica, Platì, Portigliola, Riace, Roccella Ionica, Samo, San Giovanni di Gerace, San Luca, Sant'Agata del Bianco, Sant'Ilario dello Ionio, Siderno, Stignano y Stilo.

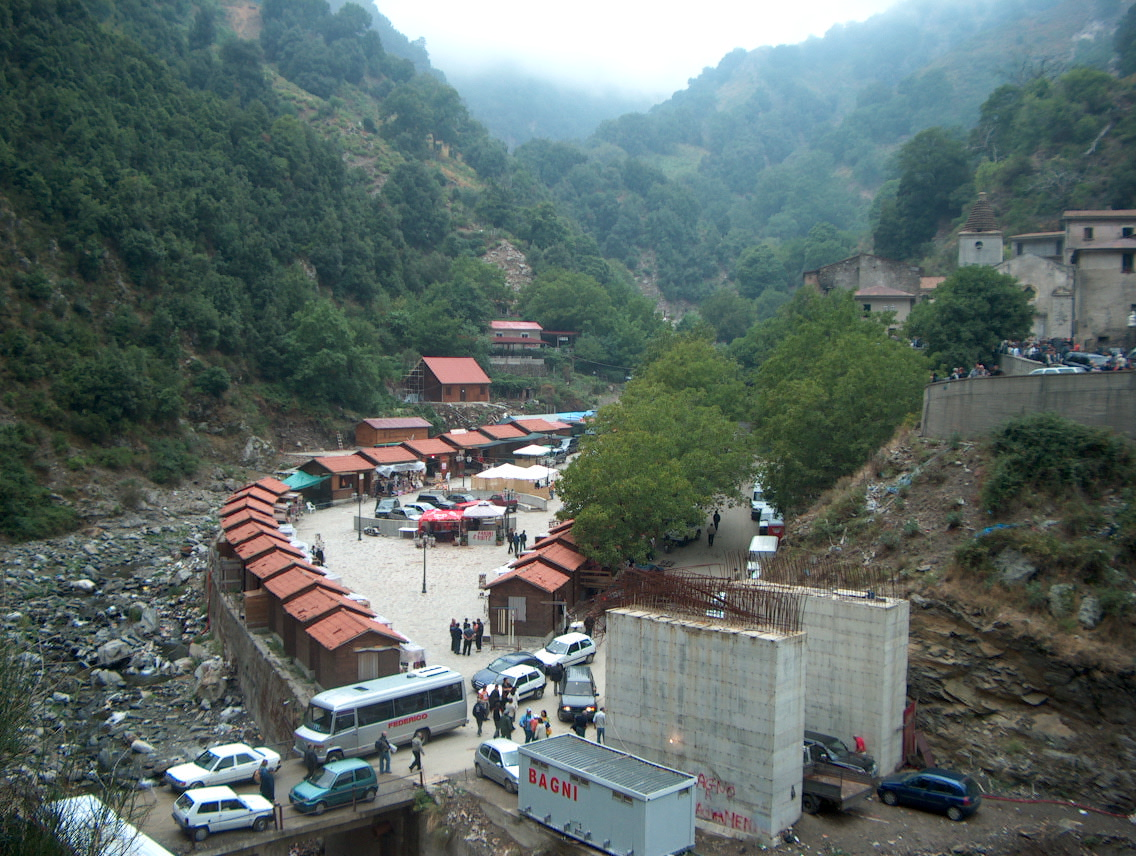
Santuario de la Virgen de Polsi, en San Luca

La sede de la diócesis se encuentra en la ciudad de Locri, en donde se halla la Catedral de Santa María del Mastro. En Gerace se halla la Concatedral de Santa María Asunta. Entre los principales santuarios de la diócesis se encuentran el santuario de la Virgen de Polsi, en la aldea de Polsi (comuna de San Luca), y el santuario de los Santos Cosme y Damián, en Riace.

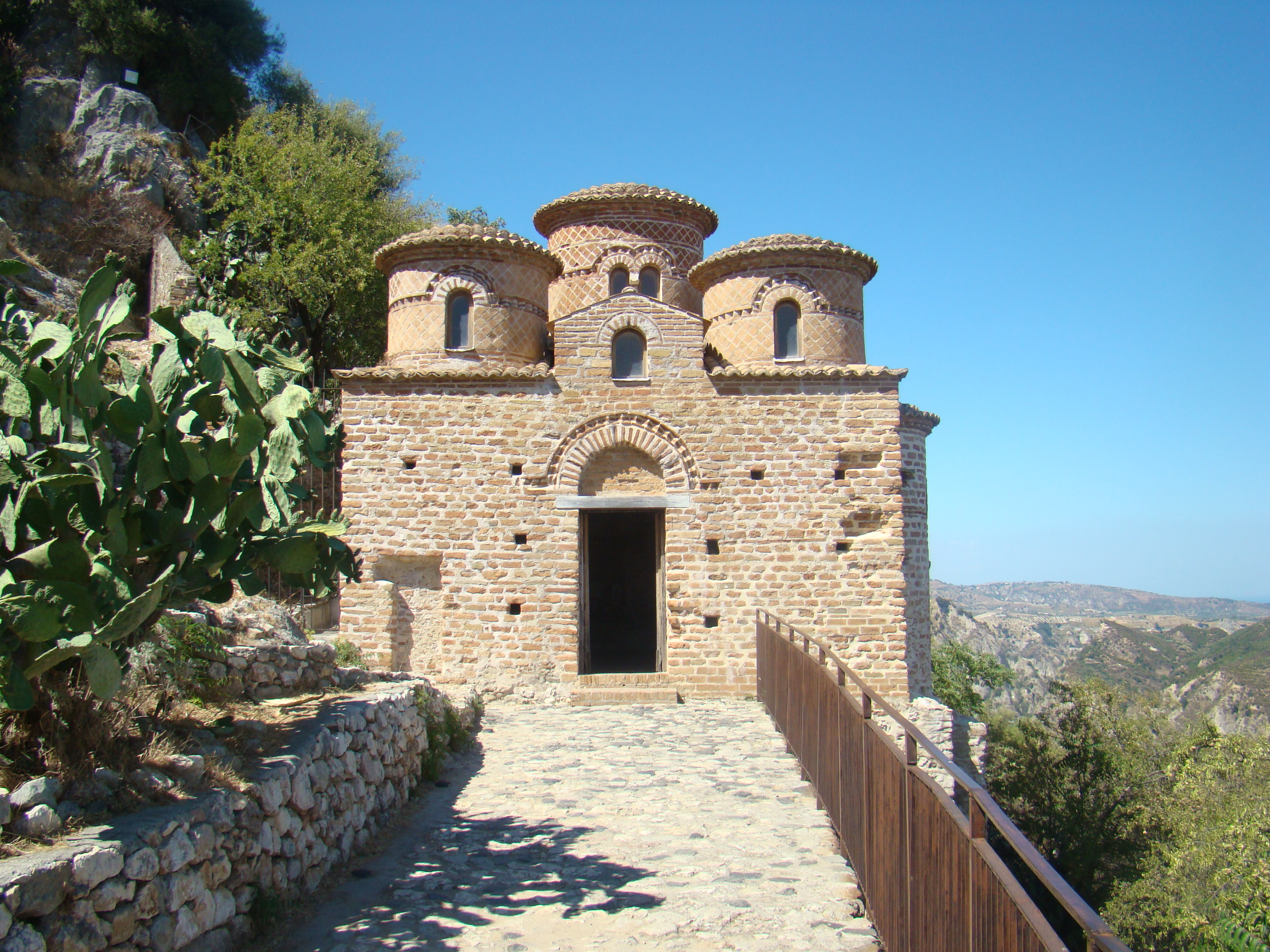
La Cattolica di Stilo, arquitectura bizantina del -

En 2021 en la diócesis existían 73 parroquias.

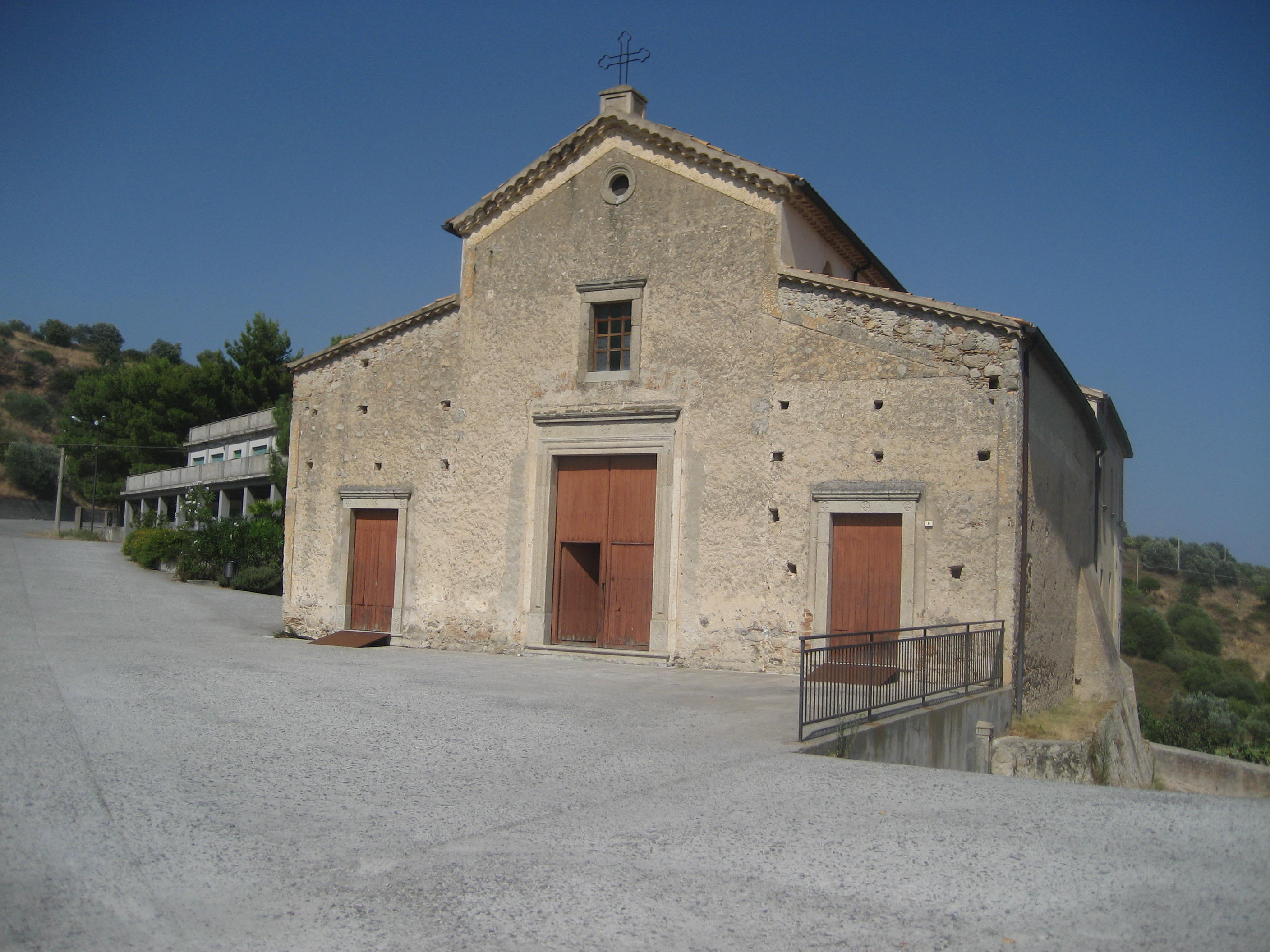
Santiario de los Santos Cosme y Damián, en Riace

## Historia

### Era antigua y bizantina
La historia de la fe cristiana en la diócesis de Locri-Gerace comienza en los primeros siglos del cristianismo. La información documentada de finales de los siglos antiguos y principios de la Edad Media se refiere únicamente al centro principal y sede del obispo, Locri, sin hacer referencia a su territorio. La presencia documentada del cristianismo, a través de dos epígrafes, se remonta al siglo IV. La cátedra episcopal probablemente se instaló muy pronto, aunque sólo está documentada a partir de finales del siglo VI.
Los límites del área de influencia original (no podía definirse como diócesis) de Locri eran el río Allaro (inmediatamente más allá de Caulonia) al norte, y el de Melito (Tuccio) al sur. Incluía por completo lo que más tarde se convertiría en la diócesis de Bova. Es posible que existieran pequeños núcleos habitados, además de Locri. También debió haber edificios de culto, como la pequeña iglesia de San Marco en la zona de Kaulon (actual sitio arqueológico cerca de Monasterace Marina), que data recientemente del siglo V-VI. Entre los primeros monasterios de Calabria, documentados a finales del siglo VI, se encuentra uno en Locri; eran monasterios de lengua y probablemente de rito latino. No se tienen noticias de estos hasta mediados del siglo VII, luego no se tienen noticias de la vida monástica en la región hasta la llegada de los monjes griegos.
Los primeros obispos locrios señalados por la tradición son figuras legendarias, sin fundamento histórico alguno, como el obispo Suera, señalado en el siglo I. Entre los obispos que la tradición y las antiguas cronologías han atribuido a Locri, hay tres prelados que no tienen nada que ver con esta diócesis: Basilio I, presente al Concilio de Calcedonia en 451, fue en realidad obispo de Nacolia en Frigia; Pietro era obispo Lorensis (Lorium en Etruria) y no Locrinsis; finalmente, Basilio II aparece en el pseudosínodo romano de 503 como episcopus Nacoliae, evidentemente deducido de las suscripciones del sínodo de Calcedonia.
En cambio, el primer obispo de Locri cuyo nombre se conoce es Dolcino, nombrado en una carta del papa Gregorio Magno, y del que sólo sabemos que fue el predecesor inmediato de Marciano, elegido en 597 y que volvió a ocupar la sede locria en 599. Otros obispos documentados antes del año 1000 participaron en los concilios o sínodos de la antigüedad: Crescenzo (Concilio de Letrán del 649), Stefano (Concilio romano del 680), Gregorio (vivió a principios del siglo VIII), Cristoforo (Concilio de Nicea de 787) y Giorgio (Concilio Constantinopolitano de 870).
A partir del siglo VI el territorio del sur de Calabria pasó a ser dominio del Imperio bizantino; a partir de este momento se impuso el rito griego en la diócesis y estuvo ampliamente extendido por todo el territorio hasta el siglo XV. A partir de la primera mitad del siglo VIII, tras la crisis iconoclasta, el emperador bizantino arrebató al patriarcado de Roma las diócesis de los dominios del sur de Italia y las sometió al patriarcado de Constantinopla. En este contexto, la diócesis de Locri fue nombrada sufragánea de la arquidiócesis de Regio, como documenta la Notitiae Episcopatuum del patriarcado de Constantinopla.
Las listas episcopales del Concilio de Nicea del 787 y la Noticia del siglo IX documentan el traslado del obispado a Santa Ciriaca, nombre bizantino de Gerace, debido a la decadencia y el abandono de Locri, demasiado expuesta a los peligros del mar. Los obispos tomaron inicialmente el nombre de "obispos de Santa Ciriaca"; según las Notitiae del siglo X, la diócesis retomó el nombre de Locri o Locride, para indicar la región más que la ciudad episcopal. Más tarde tomó el nombre de Gerace. De esta época sobreviven, y por tanto son muy preciosas, las iglesias de San Giovannello y Nunziatella en Gerace (de esta última sólo queda la zona del ábside), que data del siglo X.
Poco se sabe sobre el asentamiento en la zona en la época bizantina. Probablemente, Gerace no fue el único centro habitado. La franja costera probablemente estaba desolada. Más hacia el interior debió haber otros kastrons o kastellions y numerosos Choria y Pyrgoi. De los documentos surgen los nombres de Africo, Bovalino, Bruzzano, Bucito (antiguo nombre de Martone), probablemente ya existían Ardore, Grotteria, Mammola, Roccella, Castelvetere (Caulonia). En aquella época, los ermitaños vivían entre las colinas y los monasterios estaban presentes en casi toda la zona.
En el siglo X se fundó la diócesis de Bova, obteniendo gran parte del territorio de la de Gerace.
Las ciudades calabresas fueron durante mucho tiempo disputadas por los árabes que, desde la cercana Sicilia, las atacaron varias veces. En 925 saquearon Bruzzano; Gerace fue despedido en 985 junto con Bovalino.

### Monaquismo griego
En los últimos años del siglo IX y principios del X, Calabria acogió a los cristianos expulsados de Sicilia por los árabes. Fue el comienzo del desarrollo en la región del llamado monaquismo ítalo-griego. Santos como Elías el Joven y Leoluca de Corleone llegaron desde Sicilia para establecerse en Calabria. Según un conocido estudioso francés, en el siglo X «... Calabria se convirtió en la tierra de monjes y ermitaños por excelencia... una nueva Tebaida, cuya fama se expandió por todo el mundo bizantino, hasta Constantinopla y Jerusalén... ». La región dará santos como Elías Espeleota, Nicodemo de Cirò, Fantino el Joven, Nilo de Rossano, Juan Theristes, León de Africo.
En la diócesis, los monjes griegos aparecen explícitamente en las fuentes no antes de finales del siglo IX y principios del IX. La tradición de que san Hilarión vivió en Caulonia en el siglo IV no tiene base histórica. Los griegos de Calabria son a la vez cultivadores y copistas; labran la tierra, arrancan los árboles, plantan las vides. Así, en muchos lugares se forman ciudades alrededor de monasterios, que rápidamente se pueblan de agricultores.
En la diócesis existían cuatro zonas monásticas eminentes: la de Stilo-Bivongi; el actual valle del Torbido, incluido el Limina; el territorio de Gerace; y el valle de Buonamico. Aparte de las formas ermíticas y lavrióticas, bien documentadas, no se sabe mucho sobre los monasterios que debieron existir.
El monasterio más importante de la diócesis fue San Filippo d'Argirò en Gerace, mientras que el único monasterio femenino, también en Gerace, fue el de Santa Parasceve. En el valle de Stilaro se encontraban el monasterio de San Giovanni Theristis en Bivongi (que tenía como granja a Santi Cosma y Damiano en Riace), Santa Maria di Monte Stella y Santa Maria della Cattolica en Stilo. Destacan, al sur, Santa Maria di Polsi, que tendrá un gran destino a lo largo de los siglos, y San Giorgio di Pietra Kappa, cerca de San Luca, mientras que las fuentes históricas sobre el monasterio basiliano en el monte Varraro, al norte de Careri, son escasas.
En el valle de Torbido, en Limina, San Nicodemo da Cirò fundó el monasterio de San Nicola di Kellarana, el más importante de la zona; entre los siglos XV y XVI su sede se trasladó a Mammola, en la granja de San Biagio. Un mapa griego de 1106 documenta los monasterios de la Santissima Deipara dei Buceti en Martone, de Sant'Anania, quizás cerca de Martone, y de San Giovanni Profeta Precursor y Bautista, quizás en San Giovanni di Gerace.
A lo largo del Pretoriate (hoy Torbido), se encontraba el monasterio de San Fantino Vecchio; Siempre a lo largo del mismo curso de agua, estaba San Fantino di Pretoriate.
En una carta de donación griega que data de 1011-1012, un tal Nicodemo Kondos, para el perdón de sus pecados, dona a "nuestro santo padre Nicodemo" la iglesia (o monasterio) de la Theotokos ton Orton, cuatro mil tornillos y dos grandes barriles. No se sabe si se trataba de un monasterio o de una simple iglesia, y comúnmente se la identifica con Santa Maria delle Grazie cerca de Gioiosa. En Grotteria, cerca de la reciente iglesia de Santa María del Soccorso, hay noticias de un monasterio de San Nicola. Aparece en un documento fechado en 1232 y fue destruido por un terremoto en 1349.
Además de estos monasterios, en la diócesis están documentados otros, casi una treintena, de los que se desconoce la localización geográfica de cinco. La fuerte fluctuación de monjes entre un monasterio y otro, y la brevedad de la vida de muchos monasterios, hacen imposible cualquier evaluación del tamaño numérico de los centros monásticos individuales.
El culto dado a los numerosos santos monjes calabreses fue espontáneo e inmediato, y ciertamente quedó limitado —como todavía hoy— al único lugar que había sido el escenario de sus vidas, donde murieron y fueron enterrados. Esto sucede porque los santos ítalo-griegos eran venerados sobre todo en los monasterios. Además, cada monasterio, además de ser independiente de los demás, podía presumir de tener sus propios santos a los que dedicar la máxima atención y culto.

### Era normanda-suaba
En la segunda mitad del siglo XI los normandos conquistaron progresivamente Calabria, poniendo fin a la dominación bizantina. La llegada de los nuevos propietarios no trastornó la vida de la diócesis de Gerace. Allí se mantuvo el rito bizantino y los monasterios griegos pudieron prosperar aún más que en el pasado. Sin embargo, con los normandos comenzaron su penetración en tierras calabresas los benedictinos, quienes fundaron importantes abadías en todo el territorio (por ejemplo, Santa Maria della Matina cerca de San Marco Argentano, Santa Maria di Corazzo cerca de la actual Carlopoli, Santissima Trinità en Mileto), seguidos por los cistercienses y los agustinos. Estos monjes fueron el instrumento a través del cual el rito latino comenzó a extenderse imparablemente en Calabria.
La llegada de los normandos fue un momento de despertar y renacimiento para Gerace: «en Gerace se construyó la espléndida catedral dedicada a la Asunción y tal número de iglesias que desde entonces fue llamada ciudad santa; florecieron otros centros habitados (Castelvetere, Grotteria, Bruzzano...); Creció el número de monasterios griegos, algunos de los cuales —San Filippo d'Argirò, San Nicodemo di Mammola, Santa Maria di Polsi— acumularon importantes ingresos". Los obispos y el rito siguieron siendo griegos, aunque la diócesis siguió siendo sufragánea de Regio, que entretanto había hecho suyo el rito latino.
El primer obispo conocido de la época normanda fue Leonzio I, quien en 1100 presidió el inicio de las obras de reconstrucción del monasterio de San Filippo d'Argirò; tal vez fue el mismo obispo quien en 1080 comenzó la construcción de la catedral de Gerace. La cronología de los obispos del siglo XII es bastante confusa e incierta: los documentos contemporáneos mencionan de hecho a prelados, que sin embargo son en su mayoría ignorados por uno de los textos fundamentales para la redacción de la cronotaxia de Geracia, a saber, la Vitae episcoporum ecclesiae Hieraciensis de Ottaviano Pasqua (siglo XVI), que en cambio informa de otra lista episcopal.
A finales del siglo XII los normandos fueron sucedidos por los suevos (1194-1266) y con ellos el rito y la lengua latina comenzaron a extenderse en la diócesis. De hecho, en el siglo XIII los franciscanos llegaron a Gerace, mientras que en Castelvetere se fundaba un convento agustino. Además, en Gerace está atestiguada la existencia de la iglesia de San Michele dei Latini durante el siglo XIII.
En el tercer cuarto del siglo XIII parece que se produjo una clara recuperación de la diócesis, y la recuperación de unas condiciones de vida más aceptables. Hay información general sobre la soberbia y usurpaciones de los señores locales, pero es muy poca para reconstruir el período histórico. Sin embargo, los límites de los numerosos estados feudales se identificaban a menudo con los de los monasterios ítalo-griegos.

### Período angevino-aragonés
Después del período suabo comenzó el período angevino-aragonés. Hubo, en esos años, graves desórdenes interreligiosos debido a la presencia no deseada de una colonia judía. En Grotteria, importante centro de la diócesis, la "giudecca" parece atestiguada en 1276-1277.
Los angevinos adoptaron una apremiante política antibizantina, contribuyendo decisivamente al fin del monaquismo ítalo-griego en la diócesis, que ya estaba en crisis por razones internas. De hecho, hacía algún tiempo que ya no tenía intercambios con el mundo bizantino de Oriente y, además, su población ya no era enteramente griega. Además, los bienes del monasterio fueron despilfarrados por abades impíos o confiscados por los señores feudales locales. En el espacio de dos siglos, más de la mitad de los monasterios de Gerace terminaron su parábola o bien consumiéndose sin dejar más rastro que algunas vagas pistas en la toponimia, bien convirtiéndose en granjas de monasterios más importantes; esto también se debe a la difusión de la práctica del elogio.
Un importante conjunto de documentos, los Recaudadores Papales, indican la situación fiscal de la diócesis en los años 1324-1328. En cuanto a los monasterios, todos los de la diócesis pagaron impuestos, en 1324, por un total de 3 onzas y media. Los ingresos totales del comedor episcopal alcanzan los 198 florines al año y se sitúan en una posición media en el ranking de las diócesis de Calabria.
El siglo XIV estuvo marcado por la presencia de dos importantes obispos de origen griego: Barlaam de Seminara (1342-1348), personalidad de gran importancia cultural y política en el mundo bizantino, profesor de griego y latín de Francesco Petrarca y Giovanni Boccaccio, obispo elegido de Gerace directamente por el papa Clemente VI; y Simone Atomano (1348-1366), que en 1350 celebró el Año Santo en la diócesis y al mismo tiempo un sínodo diocesano, según informa Ottaviano Pasqua. La diócesis, sin embargo, tuvo un período de crisis cuando el obispo Nicola Mele (1366-1382) se adhirió a la obediencia de Aviñón y se puso del lado del antipapa Clemente VII, razones que indujeron al papa Urbano VI a deponerlo y encarcelarlo.
Si se fija en la organización diocesana del siglo XV, el capítulo operaba junto al obispo, compuesto por siete dignidades —decano, cantor, archidiácono, protopopa, tesorero, protonotario, primicerio— y un buen número de cánones simples. En cuanto a las parroquias, las iglesias principales de los centros más importantes eran "protopapales", y sólo tenemos noticias de las distintas parroquias a mediados del siglo XVI, período del que tenemos algunos minutos de visitas pastorales.
Otro documento fundamental para la historia del cristianismo en esta zona es un informe que, en 1457, fue redactado por Atanasio Calceofilo (Chalkeopoulos), entonces archimandrita de Santa María del Patir de Rossano, y futuro obispo de Gerace. La situación general en toda la diócesis es aceptable; pero hay situaciones particularmente graves, que hacen comprender la forma en que el monaquismo ítalo-griego estaba desapareciendo. El total, en los monasterios visitados, es de sólo 14 monjes y 10 monjas. El único monasterio ítalo-griego que sobrevivió hasta 1783 fue San Biagio a Mammola, inicialmente la granja de San Nicodemo.
Se debe al mismo obispo Atanasio Calceófilo, el 29 de marzo de 1480, el fin del rito bizantino en toda la diócesis y la imposición del rito latino; Atanasio también hizo desmantelar y eliminar definitivamente el iconostasio de la catedral de Gerace.
De 1472 a 1534 la diócesis estuvo unida in persona episcopi a la sede de Oppido Mamertina.

### Era moderna y contemporánea
Después de décadas de obispos comendatarios que nunca pusieron un pie en la diócesis, durante el Concilio de Trento Gerace volvió a contar con obispos residentes, que se comprometieron, aunque sin muchos resultados, a implementar las directivas tridentinas, mediante la celebración de sínodos diocesanos y visitas pastorales. El seminario fue fundado por el obispo Andrea Candido en 1565, pero no empezó a funcionar regularmente hasta 1593.
La "Edad Oscura" para la Iglesia de Gerace fue el período comprendido entre 1622 y 1748 «durante el cual de los nueve obispos que tuvo, cuatro —atrapados por muerte prematura o trasladados a otro lugar— tuvieron un obispado muy corto; uno estuvo ausente mucho tiempo porque estaba al mando en Portugal y Nápoles; tres, acusados de delitos graves, incluso contra la moral, renunciaron al obispado; uno era sospechoso de instigar asesinatos, pero gobernó durante cuarenta años". Le siguieron dos obispos, Cesare Rossi (1750-1755) y Pietro Domenico Scoppa (1756-1793), que hicieron todo lo posible para reactivar la fortuna y el prestigio de la diócesis, pero el terrible terremoto de 1783 empeoró las condiciones económicas y sociales del territorio, provocando la destrucción de numerosos edificios religiosos.
El siglo XIX estuvo marcado por largos períodos de sede vacante, debidos primero a la Revolución francesa (1806-1818), y luego a la política anticlerical del joven gobierno italiano (1860-1872).
El 8 de abril de 1920 con el breve Sanctuarium beatae Mariae el santuario de la Madonna di Polsi fue condecorado con el título de abbatia nullius y sus rectores pro tempore recibieron el título de "abad nullius". Posteriormente, el título fue asignado a los obispos de Gerace.
El 22 de febrero de 1954, en virtud de la bula Urgente Christi del papa Pío XII, la catedral y la sede episcopal fueron trasladadas de Gerace a Locri, a la antigua catedral de Gerace se le asignó el título de concatedral y la diócesis tomó el nombre de diócesis de Gerace, que mantuvo hasta el 30 de septiembre de 1986, cuando asumió su nombre actual.
En 1959 la parroquia de Casalinovo fue separada de la diócesis de Gerace-Locri y anexada a la diócesis de Bova mediante el decreto De mutatione finium dioecesium.
El 18 de noviembre de 1989 mediante el decreto Ad uberius la Santa Sede modificó el territorio de la diócesis de Locri-Gerace, que recibió 15 nuevas parroquias de la arquidiócesis de Catanzaro-Squillace y situadas en las comunas de Stilo, Pazzano, Stignano, Placanica, Riace, Bivongi, Camini, Monasterace, y en las aldeas de Campoli, Focà y Ursini di Caulonia; al mismo tiempo, Locri-Gerace cedió las dos parroquias de la comuna de Fabrizia a la misma arquidiócesis de Catanzaro-Squillace.

## Estadísticas
Según el Anuario Pontificio 2022 la diócesis tenía a fines de 2021 un total de 105 642 fieles bautizados.
| Año                                                                             | Población            | Población | Población      | Sacerdotes | Sacerdotes    | Sacerdotes    | Bautizados por sacerdote | Diáconos permanentes | Religiosos | Religiosos | Parroquias |
| Año                                                                             | Bautizados católicos | Total     | % de católicos | Total      | Clero secular | Clero regular | Bautizados por sacerdote | Diáconos permanentes | Varones    | Mujeres    | Parroquias |
| ------------------------------------------------------------------------------- | -------------------- | --------- | -------------- | ---------- | ------------- | ------------- | ------------------------ | -------------------- | ---------- | ---------- | ---------- |
| 1948                                                                            | 148 700              | 149 000   | 99.8           | 109        | 107           | 2             | 1364                     |                      | 2          | 63         | 73         |
| 1970                                                                            |                      | 260 000   | 0.0            | 100        | 95            | 5             | 0                        |                      | 5          | 112        | 75         |
| 1980                                                                            | 121 900              | 128 300   | 95.0           | 76         | 62            | 14            | 1603                     |                      | 15         | 141        | 77         |
| 1990                                                                            | 127 100              | 128 150   | 99.2           | 70         | 54            | 16            | 1815                     |                      | 17         | 114        | 60         |
| 1999                                                                            | 131 190              | 131 665   | 99.6           | 73         | 53            | 20            | 1797                     | 2                    | 23         | 137        | 73         |
| 2000                                                                            | 130 048              | 131 150   | 99.2           | 73         | 54            | 19            | 1781                     | 2                    | 22         | 140        | 73         |
| 2001                                                                            | 129 874              | 131 021   | 99.1           | 74         | 55            | 19            | 1755                     | 2                    | 22         | 143        | 73         |
| 2002                                                                            | 132 107              | 133 307   | 99.1           | 81         | 56            | 25            | 1630                     | 2                    | 28         | 145        | 73         |
| 2003                                                                            | 132 105              | 133 281   | 99.1           | 79         | 56            | 23            | 1672                     | 1                    | 23         | 147        | 73         |
| 2004                                                                            | 132 511              | 134 043   | 98.9           | 77         | 52            | 25            | 1720                     | 1                    | 25         | 147        | 73         |
| 2013                                                                            | 122 000              | 133 000   | 91.7           | 92         | 63            | 29            | 1326                     | 7                    | 31         | 113        | 74         |
| 2016                                                                            | 113 545              | 123 975   | 91.6           | 78         | 60            | 18            | 1455                     | 8                    | 21         | 91         | 74         |
| 2019                                                                            | 113 000              | 123 400   | 91.6           | 84         | 61            | 23            | 1345                     | 9                    | 28         | 89         | 74         |
| 2021                                                                            | 105 642              | 119 560   | 88.4           | 66         | 48            | 18            | 1600                     | 9                    | 21         | 65         | 73         |
| Fuente: Catholic-Hierarchy, que a su vez toma los datos del Anuario Pontificio. |                      |           |                |            |               |               |                          |                      |            |            |            |

## Episcopologio

### Obispos de Gerace
- Dolcino † (?-antes de noviembre de 594 falleció)[13]
- Marciano † (597-después de 599)
- Crescenzo o Crescente † (mencionado en 649)
- Stefano † (mencionado en 680)
- Gregorio † (inicios del siglo VIII)[14]
- Cristoforo † (mencionado en 787)
- Giorgio † (mencionado en 870)[nota 1]
- Leonzio I † (antes de 1100-después de 1106)
- Leonzio II † (mencionado en 1119)[nota 2]
- Costantino I † (mencionado en 1179)
- Eustrazio † (antes de diciembre de 1194)[15]
- Leone I † (mencionado en  diciembre de 1194)[16]
- Nicola I † (1194-?)[15]
- Costantino I † (mencionado en 1202)[16]
- Basilio III † (1204-?)[15]
- Nifone I † (mencionado en 1211)[15]
- Leone II † (mencionado en 1211)[16]
- Anónimo † (mencionado en 1215)[16]
- Nicola II † (1219-1225/1226)[15]
- Nifone II † (mencionado en 1229)[15]
  - B. † (mencionado como "obispo electo" en 1232 y 1233)[16][nota 3]
- Costantino II † (mencionado en 1234)[15]
- Anónimo † (mencionado en 1236 y 1237)[16]
- Nicola III † (mencionado en 1237)[15]
- Paolo † (mencionado en 1240)[15]
- Filippo † (mencionado en 1245)[15]
- Anónimo † (?-1246 falleció)[16]
- Ignazio † (mencionado en 1249)[15]
- Barsanufio (o Bartinolfo?), O.S.B.I. † (antes de diciembre de 1250-18 de octubre de 1254 depuesto)[16]
- Leone † (18 de octubre de 1254-después de 1255)[16]
- Paolo † (antes de agosto de 1262-después de julio de 1280 falleció)[16]
- Giacomo I, O.S.B.I. † (1280-1303 falleció)
- Barlaam I † (1303-antes del 26 de junio de 1309 falleció)
- Giovanni Tirseo † (1312-después l'8 de mayo de 1334 falleció)
- Nicola † (10 de julio de 1342-8 de septiembre de 1342 falleció)
- Barlaam II, O.S.B.I. † (2 de octubre de 1342-después del 29 de mayo de 1348 falleció)
- Simone Atomano, O.S.B.I. † (23 de junio de 1348-17 de abril de 1366 nombrado arzobispo de Tebe)
- Nicola Mele † (3 de agosto de 1366-antes del 18 de julio de 1380 depuesto)
- Giacomo II † (circa 1380-2 de junio de 1400 falleció)
- Angelo de Tufo † (5 de julio de 1400-7 de mayo de 1419 falleció)
- Paolo di Segni † (12 de junio de 1419-4 de febrero de 1429 nombrado arzobispo de Regio de Calabria)
- Aimerico † (18 de marzo de 1429-7 de mayo de 1444 falleció)
- Gregorio Diositani † (10 de julio de 1444-3 de agosto de 1461 falleció)
- Atanasio Calceofilo, O.Cist. † (21 de octubre de 1461-4 de noviembre de 1497 falleció)
- Troilo Carafa † (27 de noviembre de 1497-1505 falleció)
- Jaime de Conchillos, O. de M. † (23 de febrero de 1505-25 de febrero de 1509 nombrado obispo de Catania)
- Bandinello Sauli † (25 de febrero de 1509-19 de noviembre de 1517 renunció)
  - Francesco Armellini Pantalassi de' Medici † (19 de noviembre de 1517-6 de junio de 1519 renunció) (administrador apostólico)
  - Alessandro Cesarini † (6 de junio de 1519-15 de junio de 1519 renunció) (administrador apostólico)
- Girolamo Planca † (15 de junio de 1519-21 de agosto de 1534 falleció)
  - Alessandro Cesarini † (21 de agosto de 1534-20 de febrero de 1538 renunció) (administrador apostólico, por segunda vez)
- Tiberio Muti † (20 de febrero de 1538-9 de marzo de 1552 nombrado obispo de Asís)
- Andrea Candido, O.S.Io.Hier. † (19 de marzo de 1552-6 de septiembre de 1574 falleció)
- Ottaviano Pasqua † (17 de septiembre de 1574-8 de enero de 1591 falleció)
- Vincenzo Bonardo, O.P. † (20 de marzo de 1591-11 de marzo de 1601 falleció)
- Orazio Mattei † (19 de noviembre de 1601-13 de junio de 1622 falleció)
- Alessandro Bosco † (8 de agosto de 1622-diciembre de 1623 renunció o falleció)
- Stefano de Rosis † (29 de enero de 1624-15 de agosto de 1624 falleció)
- Giovanni Maria Belletti † (27 de enero de 1625-24 de febrero de 1626 falleció)
- Lorenzo Tramalli † (16 de septiembre de 1626-8 de octubre de 1649 falleció)
- Michele Angelo Vincentini † (2 de mayo de 1650-20 de diciembre de 1670 renunció)
- Stefano Sculco † (22 de diciembre de 1670-20 de abril de 1686 renunció)
- Tommaso Caracciolo † (28 de abril de 1687-31 de marzo de 1689 falleció)
- Domenico Diez de Aux † (7 de noviembre de 1689-5 de noviembre de 1729 falleció)
- Ildefonso del Tufo, O.S.B.Oliv. † (8 de febrero de 1730-7 de mayo de 1748 renunció)
- Domenico Bozzoni † (3 de marzo de 1749-21 de diciembre de 1749 falleció)
- Cesare Rossi † (23 de febrero de 1750-14 de noviembre de 1755 falleció)
- Pietro Domenico Scoppa † (5 de abril de 1756-14 de noviembre de 1793 falleció)
  - Sede vacante (1793-1797)
- Vincenzo Barisani, O.S.A. † (18 de diciembre de 1797-4 de febrero de 1806 falleció)
  - Sede vacante (1806-1818)
- Giuseppe Maria Pellicano † (21 de diciembre de 1818-19 de junio de 1833 falleció)
- Luigi Perrone † (19 de diciembre de 1834-14 de marzo de 1852 falleció)
- Pasquale de Lucía † (27 de septiembre de 1852-11 de junio de 1860 falleció)
  - Sede vacante (1860-1872)
- Francesco Saverio Mangeruva † (6 de mayo de 1872-11 de mayo de 1905 falleció)
- Giorgio Delrio † (6 de diciembre de 1906-16 de diciembre de 1920 nombrado arzobispo de Oristano)
- Giovanni Battista Chiappe † (4 de octubre de 1922-26 de agosto de 1951 falleció)
- Pacifico Maria Luigi Perantoni † (31 de enero de 1952-22 de febrero de 1954 nombrado obispo de Gerace-Locri)

### Obispos de Gerace-Locri
- Pacifico Maria Luigi Perantoni † (22 de febrero de 1954-21 de agosto de 1962 nombrado arzobispo de Lanciano y Ortona)
- Michele Alberto Arduino † (21 de octubre de 1962-18 de junio de 1972 falleció)
- Francesco Tortora, O.M. † (21 de octubre de 1972-30 de septiembre de 1986 nombrado obispo de Locri-Gerace)

### Obispos de Locri-Gerace
- Francesco Tortora, O.M. † (30 de septiembre de 1986-22 de septiembre de 1988 renunció)
- Antonio Ciliberti † (7 de diciembre de 1988-6 de mayo de 1993 nombrado arzobispo de Matera-Irsina)
- Giancarlo Maria Bregantini, C.S.S. (12 de febrero de 1994-8 de noviembre de 2007 nombrado arzobispo de Campobasso-Boiano)
- Giuseppe Fiorini Morosini, O.M. (20 de marzo de 2008-13 de julio de 2013 nombrado arzobispo de Regio de Calabria-Bova)
- Francesco Oliva, desde el 5 de mayo de 2014